# Pierre Tirard
Pierre Emmanuel Tirard, född den 27 september 1827 i Genève, död den 4 november 1893 i Paris, var en fransk statsman.
Tirard, som hade franskfödda föräldrar, kom 1846 till Paris, där han först verkade som ingenjör och 1851 etablerade en guldsmeds- och juveleraraffär. Ivrig motståndare till kejsardömet, valdes han efter septemberrevolutionen 1870 till mär för Paris 11:e arrondissemang, 8 februari 1871 till ledamot av nationalförsamlingen och 26 mars samma år till medlem av kommunen. Inom kort avsade han sig sin plats i kommunen, återtog i Versailles sin plats i nationalförsamlingen och sökte därefter förgäves åstadkomma en försoning mellan regeringen och kommunarderna. I nationalförsamlingen hörde Tirard till yttersta vänstern samt gjorde sig bemärkt genom flera tal till försvar för tryckfriheten och frihandeln. Efter den republikanska författningens antagande valdes han 1876 av Paris 1:a arrondissemang till medlem av deputeradekammaren, där han slöt sig till republikanska vänstern. 
Tirard blev i mars 1879 jordbruks- och handelsminister i Waddingtons ministär, bibehöll samma post under Freycinet (1879–1880) och Ferry (1880–1881). Han var handelsminister i Freycinets andra ministär, finansminister under Duclerc (1882–1883), Fallières och i Ferrys andra ministär (1883–1885). Han invaldes 1883 i senaten. Sedan Jules Grévy störtats och Sadi Carnot blivit vald till republikens president, fick Tirard den 12 december 1887 i uppdrag att bilda ett nytt kabinett, som likväl inte kunde hålla sig längre än till den 30 mars 1888. Då kabinettet Floquet måste avgå, blev Tirard den 21 februari 1889 åter konseljpresident. Detta kabinett, i vilket den energiske Constans var inrikesminister, Freycinet krigsminister och Rouvier finansminister, gjorde Frankrike de största tjänster genom sitt kraftfulla uppträdande mot general Boulanger och patriotligan. 
Tirard, som var minister även för handel, industri och kolonierna, hade mycken heder av den stora världsutställningens lysande framgång. De allmänna valen i september 1889 gav det republikanska partiet en ofantlig majoritet i den nya deputeradekammaren. Meningsskiljaktigheter mellan Tirard och Constans ledde emellertid i februari 1890 till den sistnämndes avgång, och därigenom rubbades hela ministärens ställning. Den avgick den 13 mars samma år, och i den av Freycinet bildade nya ministären fick Constans och Rouvier plats, medan Tirard uteslöts. Fastän fortfarande medlem av senaten och december 1892–april 1893 finansminister i Ribots ministär, spelade Tirard under sina sista år ingen mera framstående roll i politiken.